# Geneviève Morel (psychanalyste)
Pour les articles homonymes, voir Geneviève Morel et Morel.
 (juin 2012).
Si vous disposez d'ouvrages ou d'articles de référence ou si vous connaissez des sites web de qualité traitant du thème abordé ici, merci de compléter l'article en donnant les références utiles à sa vérifiabilité et en les liant à la section « Notes et références ».
Geneviève Morel (née le 8 juillet 1952) est une psychanalyste française.

## Biographie
Geneviève Morel suit sa scolarité à Marseille puis au lycée Janson-de-Sailly à Paris avant d’intégrer l'École normale supérieure (section sciences, promotion 1972) où elle poursuit des études de mathématiques (DEA, agrégation) et une licence de philosophie. Elle soutient une thèse de doctorat en psychologie clinique et psychopathologie (Anthropologie psychanalytique à l'université Paris VII). Elle enseigne en classes préparatoires aux grandes écoles. Parallèlement, elle entreprend une analyse et une formation analytique à l’École de la cause freudienne dont elle devient membre puis analyste membre de l'école (AME) et analyste de l'école (A)E de l’École européenne de psychanalyse.
Elle est membre du Champ freudien et de l’Association mondiale de psychanalyse, dont elle démissionne en 1999, pour participer à la fondation de l’ALEPH (Association pour l’étude de la psychanalyse et de son histoire) et du Collège des psychanalystes d’ALEPH, dont elle est l’actuelle présidente ainsi que de « Savoirs et clinique » (Association pour la formation permanente en psychanalyse) qu'elle préside.
Elle est conseillère scientifique de la revue de psychanalyse Savoirs et clinique, membre du CFAR (Center for Freudian Analysis and Research, Londres) et du CRIMIC (Centre de recherche interdisciplinaire sur les mondes ibériques contemporains), équipe d'accueil 2561 rattachée à l’École doctorale IV de l'université Paris IV, « Civilisations, cultures, littératures et société ».

## Publications
- Ambiguïtés sexuelles sexuation et psychose, Paris, Economica, 2000
- L'Œuvre de Freud : l'invention de la psychanalyse, Paris, Bréal, 2006
- La loi de la mère ; essai sur le sinthome sexuel, Paris, Economica, 2008
- Clinique du suicide, Toulouse, Érès, 2010
- Pantallas y suenos. Ensayos psicoanaliticos sobre la imagen en movimiento, Barcelona, ediciones S&P, 2011
- Sexual Ambiguities, London, Karnak Books, 2011
- La ley de la madre, Fondo de cultura económica, Santiago, 2012
- Das Gesetz der Mutter, Wien, Berlin, Turia+Kant, 2017
- The Law of the mother, London, Routledge, 2018
- Terroristes : les raisons intimes d'un fléau global, Fayard, 2018